# 柯爾特護林者手槍
柯爾特護林者（Colt Woodsman）是一款由美國柯爾特生產公司於1915年到1977年期間生產的半自動射靶手槍，該槍是由著名美國槍械設計者約翰·白朗寧所設計。「護林者」手槍是針對民間市場的需求而研製出來的，其主要用途是給平民用作狩獵及用於射擊競技運動，而非作軍事及戰鬥用途。直至1976年為止，此槍的銷售量已達到65萬枝。

## 另見
- 儒格MK II
- 儒格MK III
- Baikal MCM

## 外部連結
- Collector's Guide to the Colt Woodsman （页面存档备份，存于）
- Background information （页面存档备份，存于）
- Colt Woodsman FAQ （页面存档备份，存于）